# Jan Hempel
Jan Hempel (Dresde, Alemania, 21 de agosto de 1971) es un clavadista o saltador de trampolín alemán especializado en plataforma de 10 metros, donde consiguió ser subcampeón mundial en 1998 en los saltos sincronizados.

## Carrera deportiva
En el Campeonato Mundial de Natación de 1998 celebrado en Perth (Australia), ganó la medalla de bronce en la plataforma de 10 metros, con una puntuación de 624 puntos, tras el ruso Dmitri Sautin (oro con 750 puntos) y el chino Tian Liang (plata con 649 puntos); y también ganó la medalla de plata en la plataforma de 10 metros sincronizado, siendo su pareja Michael Kühne, quedando tras los chinos y por delante de los rusos.